# Этногенез балкарцев
Этногенез балкарцев — процесс формирования современного балкарского народа.

## История изучения
Интерес к истории происхождения тюркоязычных балкарцев и карачаевцев историки, этнографы и путешественники по Кавказу проявляли с XVII века. Изучение проблематики осложнено отсутствием письменных источников и летописей на этапе формирования балкаро-карачаевской общности. 
В научной среде принято считать, что формирование балкарцев и карачаевцев как современных этносов проходило на территории Центрального Кавказа и завершилось в XIII-XIV вв. Однако касательно этносов, участвовавших в образовании балкарской народности, существуют разногласия.
Первые исторические сведения о карачаевцах и балкарцах в российских источниках датируются XVII веком. В 1639 году посол московского царя Федот Елчин со свитой ехал в Сванетию через Баксан. В отчёте посол указал, что останавливался на ночлег у предводителей карачаевцев братьев Крымшамхаловых.
В 1690 году послы царя Алексея Михайловича Никифор Толочанов и дьяк Алексей Иевлев по дороге к имеретинскому царю Александру проезжали балкарские земли. В их отчете впервые упоминается название «болхарцы».
В 1694 году католический миссионер Арканджело Ламберти написал о балкарцах книгу. В своей работе он указывал на гуннское происхождение балкарцев. То же самое в свих заметках утверждал и путешественник Жан Шарден.
Развитие в изучении происхождения карачаевцев и балкарцев произошло после середины XIX века. Этим вопросом занимались военный историк П.Г. Бутков, инженер, лингвист и этнограф П.К. Услар, академики М. М. Ковалевский, В.Ф. Миллер, А.Н. Самойлович, профессора Ф.И. Леонтович, А.М. Ладыженский и другие.
С 22 по 26 июля 1959 года в городе Нальчике, Кабардино-Балкарская АССР, проходила научная конференция, посвященная вопросу происхождения балкарцев и карачаевцев. По её итогам определились основные теории этногенеза балкарцев и карачаевцев: болгарская, аланская, хазарская и кыпчакская. Большинство современных ученых сходятся на верности всех обозначенных концепций с ведущей ролью кыпчаков (половцев, куманов) в процессе карачаево-балкарского этногенеза.

## Антропогенез
В антропологической литературе нет единой точки зрения на характер антропологических особенностей половцев. Большинство исследователей предполагают их европеоидный облик. В китайских источниках указывается, что "у кыпчаков голубые глаза и рыжие волосы". Косвенно это утверждение подкрепляется этимологией русского слова "половцы" в словаре Максимиллиана Фасмера: языковед-славист указывает на связь этнонима с др.-русск. половъ - «светло-желтый» (точки зрения А.И. Соболевского и А.И. Преображенского). Д. А. Расовский в статье «Происхождение половцев» (1935 год) отмечал, что версия, указывающая на европеоидный облик кипчаков, долго оспаривалась, поскольку у критиков этой версии сложился стереотип о том, что половцы и все тюрки принадлежат к монголоидной расе, но в итоге её начали считать общепринятой. Между тем, сериям черепов кочевников дозолотоордынского и золотоордынского времени из Северного Причерноморья, определяемым как половецкие, свойственна неоднородность расового состава и большая или меньшая доля монголоидной примеси. Морфологическое разнообразие этих материалов не исчерпывается наличием европеоидных и монголоидных черепов, а определяется наличием черепов со смешанным комплексом признаков.Заведующий отделом судебно-медицинской идентификации личности Российского центра судебно-медицинской экспертизы профессор Виктор Звягин, изучив с помощью новых технологий останки владимиро-суздальского князя Андрея Боголюбского (XII век), мать которого была половчанкой, по результатам компьютерного анализа измерительных признаков черепа князя, пришёл к такому выводу: 
«Мнение проф. М. М. Герасимова (1949 год) о наличии монголоидных особенностей внешности Андрея Боголюбского, основанное на визуальном анализе краниологических данных, является субъективным, не подтверждается результатами настоящего исследования. Выводы: исследуемый череп достоверно принадлежал мужчине европеоидной расы с внешностью, характерной для представителей средне-европейского антропологического типа».
Что касается золотоордынского периода, несмотря на исторически засвидетельствованные факты активного проникновения на Центральный Кавказ монгольских племён, в современном населении Балкарии и Карачая не обнаруживается сколько-нибудь ощутимой монголоидной примеси. Присутствие в Балкарии отдельных представителей или групп центральноазиатского происхождения в золотоордынское и постзолотордынское время не сыграло значительной роли в формировании антропологических особенностей его населения более позднего времени. Биологическое смешение если и имело место, то носило спорадический характер.
Современные балкарцы и карачаевцы по своим антропологическим особенностям обнаруживают между собой наиближайшее сходство, и входят, наряду с представителями других кавказских этнических групп, в круг популяций понтийского антропологического подтипа, с той или иной степенью выраженности кавкасионных особенностей.

## Глоттогенез
Согласно классификации тюркских языков, карачаево-балкарский язык входит в кавказскую (в зарубежной тюркологии - черноморско-каспийскую) подгруппу половецко-кыпчакских языков тюркской группы.
Тюркские языки сторонниками гипотез дальнего родства включаются в состав алтайской семьи. Однако эта традиция отвергается современной компаративистикой и не признаётся большинством специалистов, являясь предметом научных споров. 
Наиболее древним письменным памятником половецко-кыпчакского языка (исторического варианта кыпчакского языка), на основе которого сформировались современные карачаево-балкарский, крымскотатарский, кумыкский и ногайский языки, можно считать Кодекс Куманикус, датируемый 1303 годом. В настоящее время манускрипт находится в библиотеке св. Марка в Венеции. Он состоит из двух частей: латино-персидско-куманского (кыпчакского) разговорника и сборника религиозных и фольклорных текстов. Кодекс предназначался для изучения кыпчакского языка католическими миссионерами, торговли и знакомства населения Золотой Орды с христианством. Более 80% лексики в Кодексе Куманикус совпадают по значению с лексикой современного карачаево-балкарского языка. На основе проведенного анализа 80 лексических изоглосс, лингвисты-исследователи выяснили, что язык Кодекса максимально сближается с карачаево-балкарским и кумыкским языками - по 24 изоглоссы, когда с крымскотатарским - 22, ногайским - 16, татарским - 15, казахским - 10.
Существует еще ряд более поздних памятников, написанных на кыпчакском языке. 
Некоторые учёные придерживаются мнения о родстве карачаево-балкарского языка с языком древних болгар. Так, балкарский лингвист А.Х. Соттаев в качестве примера преемственности вымершего тюркского болгарского и карачаево-балкарского языков приводит опубликованный в "Истории Татарии" текст на древнеболгарском языке:
| Древнеболгарский текст                                                                  | Перевод на карачаево-балкарский язык                                                            | Перевод на русский язык                                                                                  |
| --------------------------------------------------------------------------------------- | ----------------------------------------------------------------------------------------------- | --- |
| Итиль суы ака турыр, Кыя тоби кака турыр, Балык телим бака турыр, Кулинен таки кушарыр. | Итиль суу агъа турур, Къая тёбе къагъа турур, Балыкъ телю макъа турур, Кёллени такыр къуршалар. | Воды Итиля текут, ударяясь о твердь скалы (берегов), лягушек, рыб стада живут, Ими полон озерный разлив. |

Исследователи Н.И. Воробьев, Л. Заляй, Г.В. Юсупов, изучив надгробные надписи болгарского периода, привели древнеболгарские слова. По мнению А.Х. Соттаева, фонетически эти слова ближе к карачаево-балкарскому языку, нежели к чувашскому. В большей части примеров на древнеболгарском языке отсутствовали свойственные современному чувашскому языку ротацизм и ламбдаизм.
| Болгарский | Чувашский         | Карачаево-балкарский | Русский |
| ---------- | ----------------- | -------------------- | ------- |
| хур        | хёр               | къыз                 | девушка |
| айак       | ура               | аякъ                 | нога    |
| айх        | уйăх              | ай                   | месяц   |
| джиаты     | çиччĕ (çичĕ. çич) | джети                | семь    |

Первый словарь балкарского языка (на основе его "цокающего" диалекта) составил в начале XX века венгерский тюрколог В. Прёле. Он также записал фонетико-морфологические очерки и собрал балкарские народные предания.

## Культурогенез
Исследования намогильных камней выявили их схожесть с традиционными тюркскими «балбалами», что предопределяло некоторые моменты их орнаментального декора. В частности, нижняя часть многих старых надгробных камней «отбита» горизонтальным узорчатым периметром, восходящим к нижним бордюрам указанных «балбалов».
Исходя из некоторых особенностей погребального обряда древних тюрков, в том числе, и прямых предков балкарцев, кыпчаков, ряд исследователей полагает, что нижний бордюр подобных памятников - не что иное, как условное изображение кресла, на которое тело умершего усаживалось на предварительном этапе процесса похорон.
В части этногенерационной базы традиционного карачаево-балкарского орнамента деревянной утвари - чаш, черпаков, ложек, мотушек для ниток, вальков для белья - прослеживаются детали кобанского типа, зооморфные ручки традиционных чаш и кубков свидетельствуют о сармато-аланских и скифских традициях в национальном прикладном искусстве.
Традиция изготовления войлочных ковров (кийизов) у балкарцев и карачаевцев уходит своими корнями к декоративно-прикладному искусству половцев. Между тем, художественный стиль разновидности ковров бичген кийиз напоминает аналогичную стилистику у чеченцев и ингушей, а также кумыкские ковры арбабаши.
Как пишет А. Кузнецова в своей работе "Народное искусство карачаевцев и балкарцев", тюркская орнаментика, обогащенная многими элементами культуры народов, влившихся в тюркомонголоязычную этносреду, оказала глубокое влияние на художественное творчество народов Северного Кавказа. Произошло смешение кыпчакской культуры с аборигенной, в результате чего образовался особый характер балкарского и карачаевского орнамента. 
Общую тюркскую основу имеет и карачаево-балкарская кухня. Рацион балкарцев состоял в основном из мясо-молочной продукции и мучных изделий. 

## Происхождение народа
Вопросы этногенеза балкарцев и карачаевцев в научном сообществе рассматриваются в едином контексте. Формирование карачаевского и балкарского народов является сложным и до конца не изученным процессом. Согласно общепринятой концепции, карачаево-балкарская этническая основа сформировалась в условиях взаимодействия множества древних народов, от племен кобанской археологической культуры до половцев. Древнейшим субстратом материальной и духовной культуры тюркоязычных балкарцев и карачаевцев, также как ираноязычных осетин и кавказоязычных вайнахов, прослеживаемым археологически, связывают с кобанской культурой - наиболее яркой и хорошо изученной. Иранский пласт фиксируется в осетино-карачаево-балкарской этнокультурной общности. Критерием принадлежности их культур к кругу аланских древностей служит сходство с соответствующими элементами культуры осетин. Эта общность рассматривается как отражение аланской доминанты в процессе формирования этих этносов. В свою очередь тюркское «наследие», как правило, связывают с продвижением в горы кыпчаков (половцев), которое и предопределило образование на Северном Кавказе тюркских языковых анклавов - Балкарии и Карачая. Именно антропологические данные могут засвидетельствовать переселения людей и возникновение брачных контактов. Роль аланского компонента в сложении антропологических особенностей балкарцев на имеющихся материалах не прослеживается, в отличие от аланской доминанты в формировании морфологических особенностей не только осетин, но и некоторых других средневековых северокавказских этносов. Таким образом, по имеющимся данным, в академической науке принято считать, что роль аланов в этногенезе балкарцев ограничилась по большей части культурным воздействием, что отразилось в сохранении у балкарцев некоторых культурно-этнографических традиций, свойственных аланам.
Тюркский компонент в этногенезе балкарцев ассоциируется у разных авторов с отдельными группами болгар, хазар и тюркизированных алан. Все эти исторические этносы, по мнению большинства учёных, в той или иной степени в разное время приняли участие в этногенезе балкарцев и карачаевцев. Ключевую роль в этнической истории балкарцев и карачаевцев сыграли половцы (кыпчаки).

### Кобанская культура
Древнейшую основу материальной и духовной культуры балкарцев и карачаевцев, прослеживаемую археологически, связывают с кобанской культурой. В ходе множества археологических исследований ученые проследили связь древнего кобанского населения горной и предгорной частей центрального Кавказа с современными карачаевцами и балкарцами. Например, в результате научных экспедиций в окрестностях сел. Кызыл-Кала и в местности Тамгацик Карачаево-Черкесского НИИ в 1960 году  и Кабардино-Балкарского НИИ в 1959 году в 1960 году в Верхнем Чегеме, были обнаружены захоронения эпохи бронзы (II в. до н.э.) и позднекобанской культуры (рубеж VII и VI вв. до н.э.). Подобные погребения и содержащийся в них инвентарь характерны и для погребений аланского времени (V—XII вв. н.э.), и для карачаево-балкарских могильников XVII—XVIII вв.

### Аланы и асы
Аланы на рубеже нашей эры возглавили союзы кочевников-сарматов, населявших степи Поволжья, Предкавказья, Приуралья, а также Восточное Прикаспие до Аральского моря.
Как свидетельствуют исторические источники, аланы проникали в горы Кавказа и Закавказья, а также в Переднюю Азию уже в первые века нашей эры, во время военных походов. В 70-х годах IV века аланы были разбиты центральноазиатскими кочевниками гуннами. Аланы частично влились в гуннские племена, частично — ушли в горы Кавказа. Уже в конце IV в. н.э. горы и предгорья Северного Кавказа были заселены аланскими племенами. Поселившись в горах, в частности — на территории современных Карачаево-Черкесии и Кабардино-Балкарии, аланы встретили здесь местные племена, обитавшие в этих районах еще с эпохи бронзы — носителей кобанской и прикубанской культуры. По мнению ряда учёных, роль аланского компонента в сложении антропологических особенностей балкарцев на имеющихся материалах не прослеживается, в отличие от аланской доминанты в формировании морфологических особенностей не только осетин, но и некоторых других средневековых северокавказских этносов.

Между тем, советский языковед и иранист В.И. Абаев писал:
Балкарцы, карачаевцы — кавказские народы, они оформились на аланском субстрате, аланский субстрат — это не догадка, не предположение, это не гипотеза, это прочно установленный научный факт, на который может смело опираться каждый, кто занимается историей и культурой карачаевского и балкарского народов. С другой стороны, ясно, что аланский субстрат не решает проблему этногенеза балкарцев и карачаевцев в целом. Аланский субстрат вступил в действие где-то между X и XIV вв., когда произошло заселение горных ущелий тюркоязычными племенами.
Некоторые учёные и исследователи придерживаются более кардинальной концепции в вопросе аланского компонента в этногенезе балкарцев и карачаевцев, согласно которой некоторая часть ираноязычных аланов тюркизировалась в домонгольское время, а возможно, и в докыпчакское. Так, российский адыгейский историк Хотко С.Х. считает, что некоторая часть аланов и/или асов перешла на тюркский язык, проживая не в горных ущельях, а будучи еще населением равнинной Алании:
"...мы приближаемся к пониманию того, что аланское и тюркское в природе карачаевцев не обязательно противопоставлять, но можно и следует совместить. Мы вправе поставить вопрос о том, что аланское население Верхней Кубани уже в домонгольскую эпоху (и даже в докипчакскую эпоху) перешло с иранского на тюркский (булгарский) язык. Это наблюдение объясняет нам арабские указания на принадлежность асов к тюркам <...> Языковая ассимиляция алан не могла произойти в условиях горного ландшафта, который исключительно способствует консервации этноса и языка, но не его быстрому выветриванию.
Археолог П.Г. Акритас, основываясь на сведениях из грузинского источника "Картлис Цховреба", полагал, что асы как самостоятельные племена проникли на Центральный Кавказ задолго до алан, в I-V вв. н.э.. Востоковед Б.Е. Кумеков отмечал, что в списке кыпчакских племен арабский географ Шамсутдин ад-Димашки указывал племя асов. Казахстанские историки З.С. Ильясова и Ж.М. Сабитов между тем утверждают, что не все указанные ад-Димашки племена являлись кыпчакскими, однако признают, что все эти народы, очевидно, были тюркоязычны. 
В современной историографии племена средневековых асов (яссов) отождествляются с ираноязычными аланами.

### Болгары
Теорию о болгарском происхождении балкарцев и карачаевцев впервые выдвинул в 1822 году русский историк Пётр Будков. В 1867 году Н. Ходиев в статье "Заметки о древних названиях кавказских народов" также указал на возможную тождественность между болгарами и балкарцами.
Древнейшие упоминания болгар относятся к периоду догуннской эпохи. Армянский историк Мовзес Хоренаци (Моисей Хоренский) в своем труде «История Армении» сохранил фрагменты из более раннего источника, принадлежащего перу сирийского историка III в. Мар Абас Катины, который описал проникновение отдельных болгарских групп во II в. до н. э. в Закавказье. В греческом хронографе 354 г. дан список народов, обитавших севернее Кавказа. Этот список завершается болгарами (Vulgcires).
В современной историографии болгары рассматриваются как отдельная от гуннов группа тюркоязычных племён. Болгары достигли наивысшего расцвета в VI и первой половине VII в. В 30-40-х годах VII в. под контролем болгар находилась значительная территория как к востоку, так и к западу от Азовского моря. Но ядро этой территории составляло восточное Приазовье, земли между Доном и Кубанью.
Ананий Ширакский в своей этнографической карте Северного Кавказа VII века пишет:
«Из Кавказа текут две реки: Валданис (Vardunes, то есть Кубань), текущая до горы Кракс (Согах), которая начинается у Кавказа и тянется на северо-запад между Меотисом и Понтом. Другая река, Псевхрос (Psychrus)? отделяет Босфор от тех мест, где находится городок Никопс. К северу от них [нея] живут народы Турков и Болгар, которые именуются по названиям рек: Купи-булгар, Дучи-булкар, Огхондор (Wogh.khon.dor) -блкар, Чдар-болкар. Эти названия чужды Птоломею. Из Гиппийских гор бежал сын Худбадра».
Как свидетельствует Ананий Ширакский, среди покорившихся хазарам оказались Купи-болгар. Известный арменист К.П. Патканов считал, что Купи-болгар в "Географии" Анания Ширакского обозначались кубанские болгары. Новые волны кочевников — печенегов, затем тюрков и половцев частично оттеснили оставшихся болгар к горным районам Северного Кавказа, частично же злились в кочевые орды. После X в. название болгар в Подонье и Приазовье более не упоминается. Учитывая эти исторические данные о болгарах, в 1880-х годах прошлого века русский учёный и фольклорист В. Миллер писал:
«Тюркская народность балкарцев и близость их имени к одной из форм имени болгар (болкар), приводимой «Армянской географией VII века», невольно наводит на предположение, не скрываются ли в балкарцах последние потомки одной из ветвей кавказских болгар?»
В. Миллер считал, что под именем болгар было соединено несколько колен тюркского племени, различавшихся лишь в оттенках говора. «Так, одно колено называло себя булгары, - указывает он, — другое произносило свое родовое имя с звуками к и, быть, может, с несколько иной вокализацией (болкар). В виде предположения выскажем догадку, что, быть может, в названии тюркского общества, живущего в долине Черека, Балкар, сохранилось тоже древнее имя». Предположение В. Миллера было поддержано К. А. Карауловым в его статье «Болкары на Кавказе». Он писал:
«Судя по имени «Болкар» можно предположить, что народ этот представляет из себя осколок великого болкарского народа, жившего по Волге и продвинувшегося по южной России до Балканского полуострова».
Карачаевский историк X.О. Лайпанов в своей работе «Из истории карачаевцев и балкарцев», опубликованной в 1957 г., допускал болгарский компонент в этногенезе карачаевцев и балкарцев.
Как пишет Е.П. Алексеева, болгары и кыпчаки пришли на территорию Центрального Кавказа двумя «тюркскими волнами». Ранней следует считать болгарскую - на территории нынешнего проживания балкарцев и карачаевцев они оказались на рубеже VII—VIII вв.. Более поздняя волна, кыпчакская, относится к рубежу XIII—XIV вв.

### Кыпчаки (половцы)
Ключевую роль в формировании балкарцев и карачаевцев сыграли половцы (кыпчаки). От половцев карачаевцы и балкарцы унаследовали язык и большую часть духовно-материальной культуры.
Дешт-и-Кипчак, половецкая степь, занимала обширные пространства от Иртыша до Дуная и от нижней Сырдарьи и Крыма до Булгарии Волжско-Камской. В XIII веке Дешт-и-Кипчак стал ядром улуса Джучи. В постордынское время Дешт-и-Кыпчак стал частью самоназвания Крымского ханства (Улуг Орда ве Дешт-и-Кипчак), также в XVI-XVIII вв. это название использовалось в центральноазиатской историографии для обозначения региона современного Казахстана. К непосредственным предкам балкарцев и карачаевцев, как и современных татар, крымских татар, кумыков, отчасти башкир и ногайцев) наука относит население Западного Дешт-и-Кипчака, известного в средневековых документах Европы и Византии под названием Кумания.
Согласно сведениям исторических документов, В XI в. на смену печенегам и торкам, вытесненным на запад, приходят половцы (кыпчаки), известные в Европе под именем куманов, кунов, валанов и т. д. Половцы оказались более опасными врагами не только для аланов и адыгов, но и для Руси. Во второй половине XI в. кыпчакские ханы нанесли ряд поражений славянам. Постепенно в результате внутреннего развития расширялись владения половцев на юг. Половецкие вежи (поселения) были в степях Предкавказья. А.А. Иессен на основании изучения археологических данных пришел к предположению о том, что южная граница распространения половцев на Северном Кавказе проходила примерно по линии Армавир - Пятигорск - калмыкские степи. В XII в. русские войска совершили ряд удачных походов в половецкие земли, проникли в глубь страны. Как отмечают источники, успешные походы войск Владимира Мономаха заставили часть половцев, в количестве 40 тысяч, выселиться из половецкого города Шарукань в степи Северного Кавказа, где кыпчаки сблизились с грузинским царем Давидом IV Строителем. Давид Строитель нанял десятки (по некоторым сведениям, сотни) тысяч половцев. Этому мероприятию, одной из центральных частей военной реформы Давида во время его борьбы с захватчиками-сельджуками, предшествовал визит высокопоставленной грузинской делегации, включая самого царя и его главного советника и наставника Георгия Чкондидели в ставку кыпчаков. Чтобы закрепить союз с этими кочевниками, Давид женился на половецко-кыпчакской принцессе Гурандухт, дочери хана Атрака, и пригласил своих новых родственников поселиться в Грузии. Давид был посредником при заключении мира между половцами-кипчаками и аланами, а также, вероятно, имел некоторые консультации с Великим князем Киевской Руси, Владимиром Мономахом, который победил Атрака в 1109 году, чтобы обеспечить свободный проход половецко-кыпчакских племён обратно в Грузию.
В результате этой дипломатии 40000 половецко-кыпчакских семей при Атраке переехали в Грузию. Согласно соглашению, каждая семья половцев должна была предоставить полностью вооружённого солдата в грузинскую армию. Им дали землю, перевооружили и они стали регулярными силами под прямым контролем царя. Пять тысяч человек были зачислены в королевскую гвардию; остальные были отправлены в основном в приграничные районы, противостоящие туркам-сельджукам. Они вели полукочевой образ жизни, зимовали в Картли в центральной Грузии и выполняли свои летние обязанности в предгорьях Кавказа. Половцы принимали участие в Дидгорской битве - сражении, которое произошло 12 августа 1121 года между войсками Грузинского царства и сельджукскими войсками Тогрула, эмира Мардина Иль-Гази и эмира Хиллы Дубайса. Сражение привело к разгрому сельджукской армии и освобождению Тбилиси, который стал столицей страны.
Описавший столетие спустя после битвы армянский хронист Смбат Спарапет называл «40000 кипчаков, 18000 аланов, 10000 армян, 500 франков». Готье Канцлер писал про «четырежды двадцать тысяч бойцов» Давида «среди мидян и христиан». Матвей Эдесский писал, что Давид выступил во главе 40 тысяч воинов, 15 тысяч половцев, 500 аланов и 100 франков.
О характере воинов-кыпчаков неоднократно с восторгом отзывались грузинские летописцы. Описывая особенности военной организации кыпчаков, они отмечали, что кыпчакское войско делилось на три части: передовые отряды, основная часть и арьергард. Бой обычно начинали передовые отряды. Автор «Истории и восхваления венценосцев», повествуя о Шамхорской битве (1195 г.), сообщает: «Начались бои и сражения, но только не всего войска, а передовых лишь частей, которые по-кыпчакски назывались «чалаш» и «даснчтда».
Кипчакия («Кивчакед») в грузинских летописях, в частности, в «Картлис Цховреба», значится одной из важнейших политических единиц на Северном Кавказе. В средневековой Грузии было принято называть ее «Великой Кипчакией» («Диди Кивчакти»).
О тесных взаимоотношениях средневековой Грузии с кыпчаками и развитой государственности кавказской Кипчакии следуют выводы из «Истории и восхваления венценосцев»: автор летописи не раз называет правителя Кипчакии царем, в одном случае, когда он сообщает о пребывании у него Юрия Боголюбского, другой раз, когда он сообщает о нахождении на службе у Тамары «брата кипчакского царя».
Касательно кыпчакско-аланских (осетинских) взаимоотношений, в «Картлис Цховреба» есть интересные сведения о том, как Давид Строитель примирил эти два народа: летописец пишет, что в 1118 году установились между ними "любовь и мир, как между братьями".
В столице кавказской Кипчакии, в Сунже, у кыпчакского царя нашел политическое убежище преследуемый дядей, Всеволодом Большое Гнездо) сын Андрея Боголюбского (наполовину половца по происхождению) новгородский княжич Юрий, ставший впоследствии супругом царицы Тамары и соправителем Грузии. 

В начале XIII в. (1222 г.) монгольский отряд разбил в степях Северного Кавказа алан и половцев. Как свидетельствуют письменные документы, часть половцев укрылась в горах. По поводу этого исторического события существует интересное сообщение летописи Ибн аль Асира. В разделе летописи, повествующей о том, что татары сделали с аланами, дается подробное описание встречи татар с кипчаками и аланами:
«Перебравшись через Ширванское ущелье, татары по этим областям, в которых много народов, в том числе аланы, лезгины и (разные) тюркские племена... Они ограбили и перебили много лезгин, которые были (отчасти) неверные. Нападая на жителей этой страны, мимо которых проходили, они прибыли к аланам, народу многочисленному, к которому уже дошло известие о них. Они (аланы) употребили все свое старание, собрали у себя толпу кипчаков и сразились с ними (татарами). Ни одна из обеих сторон не одержала верх над другой. Тогда татары послали к кипчакам сказать: «Мы и вы одного рода, а эти аланы не из ваших, так что вам нечего помогать им; вера ваша не похожа на их веру, и мы обещаем вам, что не нападем на вас, а принесем вам денег и одежды сколько хотите; оставьте нас с ними». Уладилось дело между ними на деньгах, которые они принесут, на одеждах и пр.». Кипчаки, поверив татарам, оставили алан. «Тогда татары напали на алан, произвели между ними избиение, бесчинствовали, грабили, забрали пленных», затем, татарские войска, нарушив заключенный с кипчаками мир, вторглись в их пределы. «Тут стали они (татары), нападать на них раз за разом» и отобрали у кипчаков вдвое больше против того, что им отдали. Услышав эту весть, жившие вдали кипчаки бежали без всякого боя и удалились; одни укрылись в болотах, другие в горах, а иные ушли в страну русских. Татары остановились в Кипчаке».
Кипчакия в грузинских источниках названа среди крупных политических образований, которые вошли в состав Золотой Орды. После покорения монголами алан и кыпчаков, по сведениям средневековых историков, татаро-монголы не ассимилировали последних, а ассимилировались в их среде. Например, восточный писатель первой половины XIV в. Эль Омари указывает:
«Монголы смешались с ними (кипчаками) и земля одержала верх над природными и расовыми качествами их (татар). И все они стали точно кипчаки, как будто они одного (с ними) рода».

### Хазары
Важную роль хазаров в этногенезе балкарцев и карачаевцев отмечали историки Чобан Заде, X. О. Лайпанов и другие. И. Тамбиев пишет, что в пользу этой теории «имеются некоторые исторические данные», которые «дают основание думать, что балкарцы и карачаевцы свое родословие ведут от хазаров - турок». Он считает, что Маджар был хазарским городом. Оттуда карачаевцы и балкарцы ушли и заняли современную территорию.

### Маджары
Происхождение балкарцев связывали с тюркским племенем маджар ряд авторов. В частности, российский военный чиновник Иоганн Бларамберг писал:
Их столица, которая, как утверждают, была великолепной, называлась «Кирк-Маджар», что на языке бассиан означает «сорок каменных строений». Они говорят, что развалины Маджара и есть то, что осталось от их столицы. Там жили многие из их князей. В начале II века по мусульманскому летосчислению они вели непрерывные войны со своими соседями, которые их в конце концов изгнали; они ушли в Большую Кабарду, откуда также были вытеснены черкесами. Разделенные на три группы, они были вынуждены обосновываться в наиболее высокогорных районах.
Немецкий путешественник и этнограф Ю. Г. Клапрот, посещавший Кавказ, упоминал о том, что карачаевцы считают себя выходцами из Маджара:
Они считают, что покинули Маджары, для того чтобы занять свое теперешнее местожительство, до прихода черкесов в Кабарду.
Жан Шарль де Бесс, венгерский ученый, занимавшийся изучением этногенеза и древней истории венгров, в 1829 году предпринял поездку на Северный Кавказ в поисках следов пребывания предков венгров на этой территории. В своей книге "Путешествие в Крым, на Кавказ, в Грузию, Армению, Малую Азию и Константинополь" он писал о населявших горы Центрального Кавказа горских татарах (балкарцах) и дигорцах:
Обсуждая вопрос, по поводу которого мы собрались, старший из вождей взял слово и объявил в присутствии коменданта (Нальчика) и всего остального общества, что 5 племен — дигорцы, балкары, хулиамы, бизинги и оруспиэ — являются истинными потомками мадьяр; эти 5 племен называются по имени своего вождя, но все вместе называются мадьярами; они известны, как таковые, всем жителям Кавказа и даже русским...
Ряд исследователей считают, что какая-то часть жителей города Маджар в результате покорения Иваном Грозным Астраханского ханства в середине XVI века мигрировала в горы и ассимилировалась среди местного населения (либо ассимилировала его), сыграв одну из ключевых ролей в этногенезе карачаевцев, балкарцев и дигорцев. 

## Генофонд
Генетически самым близким к балкарцам тюркским народом (генетическое расстояние d=0,13) являются крымские татары.
По результатам полногеномного анализа прослеживается генетическая связь балкарцев с осетинами. Фактически аутосомно балкарцы  и осетины образуют единый кластер, на общекавказском фоне. 
Распределение частот (%) гаплогрупп Y-хромосомы в популяциях балкарцев и карачаевцев
| Гаплогруппа              | Карачаевцы |      | Балкарцы (всего) |      | Баксанцы |      | Чегемцы |      | Холамцы |      | Безенгиевцы |      | Малкарцы |      |
| ------------------------ | ---------- | ---- | ---------------- | ---- | -------- | ---- | ------- | ---- | ------- | ---- | ----------- | ---- | -------- | ---- |
|                          | N          | %    | N                | %    | N        | %    | N       | %    | N       | %    | N           | %    | N        | %    |
| C-M407                   | 0          | 0    | 4                | 1,7  | 0        | 0    | 0       | 0    | 0       | 0    | 2           | 5,3  | 2        | 2,9  |
| E1b-M35                  | 2          | 1,6  | 2                | 0,9  | 0        | 0    | 0       | 0    | 1       | 3,6  | 0           | 0    | 1        | 1,5  |
| H-M52                    | 3          | 2,4  | 0                | 0    | 0        | 0    | 0       | 0    | 0       | 0    | 0           | 0    | 0        | 0    |
| G1-M285                  | 1          | 0,8  | 0                | 0    | 0        | 0    | 0       | 0    | 0       | 0    | 0           | 0    | 0        | 0    |
| G2a-M406                 | 1          | 0,8  | 1                | 0,4  | 0        | 0    | 0       | 0    | 0       | 0    | 0           | 0    | 1        | 1,5  |
| G2a-P16                  | 38         | 30,1 | 53               | 22,5 | 14       | 33,3 | 6       | 10,2 | 7       | 25,0 | 12          | 31,6 | 14       | 20,6 |
| G2a-P303 (xU1)           | 3          | 2,4  | 14               | 6,0  | 2        | 4,8  | 3       | 5,1  | 6       | 21,4 | 1           | 2,6  | 2        | 2,9  |
| G2a-U1                   | 3          | 2,4  | 9                | 3,8  | 0        | 0    | 0       | 0    | 3       | 10,7 | 4           | 10,5 | 2        | 2,9  |
| I-M170                   | 5          | 4,0  | 3                | 1,3  | 1        | 2,4  | 1       | 1,7  | 0       | 0    | 0           | 0    | 1        | 1,5  |
| J1-M267 (xPage08)        | 2          | 1,6  | 5                | 2,1  | 2        | 4,8  | 1       | 1,7  | 1       | 3,6  | 0           | 0    | 1        | 1,5  |
| J1e-Page08               | 1          | 0,8  | 1                | 0,4  | 0        | 0    | 0       | 0    | 0       | 0    | 0           | 0    | 1        | 1,5  |
| J2a-M410                 | 9          | 7,0  | 36               | 15,3 | 4        | 9,5  | 8       | 13,5 | 3       | 10,7 | 7           | 18,4 | 14       | 20,6 |
| J2b-M12                  | 1          | 0,8  | 4                | 1,7  | 1        | 2,4  | 0       | 0    | 0       | 0    | 1           | 2,6  | 2        | 2,9  |
| L-M20 (xM357,xM76)       | 0          | 0    | 1                | 0,4  | 0        | 0    | 0       | 0    | 1       | 3,6  | 0           | 0    | 0        | 0    |
| N-CTS6967                | 0          | 0    | 1                | 0,4  | 0        | 0    | 1       | 1,7  | 0       | 0    | 0           | 0    | 0        | 0    |
| O-M175                   | 1          | 0,8  | 0                | 0    | 0        | 0    | 0       | 0    | 0       | 0    | 0           | 0    | 0        | 0    |
| Q-M242 (хM120)           | 0          | 0    | 16               | 6,8  | 3        | 7,1  | 2       | 3,4  | 1       | 3,6  | 5           | 13,2 | 5        | 7,4  |
| R1a-Z2123                | 38         | 30,1 | 38               | 16,2 | 7        | 16,6 | 12      | 20,3 | 3       | 10,7 | 5           | 13,2 | 11       | 16,2 |
| R1a-Z2125 (xZ2123)       | 0          | 0    | 1                | 0,4  | 0        | 0    | 0       | 0    | 0       | 0    | 0           | 0    | 1        | 1,5  |
| R1a-Z95 (xZ2125, xZ2122) | 0          | 0    | 1                | 0,4  | 1        | 2,4  | 0       | 0    | 0       | 0    | 0           | 0    | 0        | 0    |
| R1a-Z2122                | 3          | 2,4  | 8                | 3,4  | 2        | 4,8  | 4       | 6,8  | 0       | 0    | 1           | 2,6  | 1        | 1,5  |
| R1a-Z93 (xZ95)           | 4          | 3,2  | 1                | 0,4  | 1        | 2,4  | 0       | 0    | 0       | 0    | 0           | 0    | 0        | 0    |
| R1a-M558                 | 2          | 1,6  | 2                | 0,9  | 1        | 2,4  | 0       | 0    | 0       | 0    | 0           | 0    | 1        | 1,5  |
| R1a-Z282 (xM558)         | 3          | 2,4  | 2                | 0,9  | 0        | 0    | 0       | 0    | 0       | 0    | 0           | 0    | 2        | 2,9  |
| R1b-M478                 | 3          | 2,4  | 27               | 11,5 | 1        | 2,4  | 19      | 32,2 | 2       | 7,1  | 0           | 0    | 5        | 7,3  |
| R1b-M412                 | 1          | 0,8  | 1                | 0,4  | 1        | 2,4  | 0       | 0    | 0       | 0    | 0           | 0    | 0        | 0    |
| R1b-Z2105                | 2          | 1,6  | 4                | 1,7  | 1        | 2,4  | 2       | 3,4  | 0       | 0    | 0           | 0    | 1        | 1,5  |
| Всего                    | 126        |      | 235              |      | 42       |      | 59      |      | 28      |      | 38          |      | 68       |      |

## Новейшее время
Балкарцы и карачаевцы имели тесные исторические родственные связи с соседними народами: кабардинцами, черкесами, осетинами-дигорцами, грузинами (сванами, рачинцами), кумыками, абхазами и ногайцами. 
Также среди балкарцев и карачаевцев широко применялся институт аталычества - детей отдавали на воспитание к родственникам либо друзьям из соседних народов.

## Фольклор
Среди балкарцев существуют предания, согласно которым таубии Балкарского (Черекского) общества являются потомками Басията, пришедшего в общину приблизительно в XV-XVI в.
В устном народном творчестве балкарцев Басият фигурирует вместе со своим братом Бадилятом. Басият остановился в Черекском обществе Балкарии, а Бадилят в Дигорском обществе Северной Осетии.
Известный российский кавказовед второй половины XIX века профессор В.Ф. Миллер записал в Балкарии несколько вариантов предания о происхождении Басиата. Согласно первому варианту, записанному со слов таубия хаджи Шаханова, Басиат и его брат Баделят являлись прямыми потомками Чингисхана, сыновьями хана Джанибека.
Согласно второму преданию, записанному Миллером со слов таубия Абаева, братья Басиат и Баделят являлись осиротевшими сыновьями крымского вельможи, которые из-за притеснений в Крыму вынуждены были уйти на Кавказ. Первоначально братья поселились на р. Куме, а оттуда перешли на территорию Балкарии в местность Кашхатау. Там они расстались: Басиат остался в Балкарии и поселился около аула Кюннюм, на левом берегу Черека, а Баделят ушел в Северную Осетию (Дигорию), где стал родоначальником дигорских феодалов баделятов.

В свою очередь российский и советский публицист и этнограф Мисост Абаев пишет:
"О происхождении (Басията) существует следующее предание: два брата Басият и Бадилят прибыли на Кавказ из Венгрии (по другому преданию - из Крыма) и сначала пробрались в ущелье реки Урух, где жили дигорцы (и теперь живут) из племени осетин. У братьев этих были ружья, одна лошадь и один мул. На равнине на лошади поехал старший брат Басиат, а в горах он пересел на мула, а дигорцы, не видавшие до этого времени лошади, Бадилята приняли за старшего и оказали ему больше почета, а после одного случая они его признали за необыкновенного человека и стали ему подчиняться. Случай этот следующий: враждебное племя угнало у дигорцев скотину, Бадилят пустился в погоню за неприятелем и, догнав его, выстрелил по нему из своего ружья, и неприятель, не имевший понятия об огнестрельном оружии, испугался звука и дыма, происшедших от выстрела, бросил скот и убежал. После этого Басиат решил искать счастья в другом месте, переехав через высокие хребты гор, отделявшие Дигорское ущелье от Малкарского, поехал к малкарам (балкарцам), где и был принят".

## Политизированность проблематики
В ноябре 2014 года в Москве прошла международная научная конференция по этногенезу карачаевцев и балкарцев «Этногенез, история, язык и культура карачаево-балкарского народа», организованная РАН, КЧГУ и Карачаево-Балкарским научным центром гуманитарных исследований при поддержке бизнесмена и мецената А.Х. Тоторкулова. В работе конференции приняли участие более 300 ученых - лингвистов, этнологов, археологов, тюркологов.
Конференция приобрела политический окрас. В ходе её работы возник скандал между частью участников, стремившихся утвердить тюркоязычие аланов и прямое происхождение от них балкарцев и карачаевцев, а также некоторые другие новаторские положения, с одной стороны и группой ученых-тюркологов и этнологов с другой. В результате проект резолюции, которая по мнению некоторых участников конференции была политически ангажирована и научно не убедительна, голосование не прошёл. Тем не менее, резолюция была опубликована на сайте Института этнологии и антропологии РАН. Однако спустя некоторое время её с сайта удалили. 
Многие материалы участников конференции имеют научную значимость.

## Лженаука и фолк-хистори
В постсоветское время в среде карачаево-балкарских деятелей национальной направленности произошел расцвет феномена борьбы за "аланское наследие". Появилось большое количество историков, исследователей и этнографов, в основном, без специального образования и академических знаний, выпустивших в свет десятки псевдонаучных работ (книг, монографий, диссертаций и так далее). Феномен стал уникальным тем, что идея аланского "наследия" закрепилась как научная истина среди населения как в Карачаево-Черкесии, так и в Кабардино-Балкарии. "Аланское наследие" продолжает оставаться предметом споров и многочисленных публикаций в жанре фолк-хистори (не признаваемых академическим научным сообществом). 

### Вероятные причины
Бурно развивающаяся на заре советской власти псевдонаучная идея об исключительной автохтонности кабардинцев на Центральном Кавказе, манипуляции Н.Я. Марра и марристов с различными, порой полностью несостоятельными, концепциями происхождения карачаевцев и балкарцев, их "пришлости" либо "отуреченности", депортация карачаевцев и балкарцев в Среднюю Азию, кампания по переименованию карачаевской и балкарской топонимики, настороженность Москвы в отношении Турции, а также стремление обособиться от остальных тюркских народов, чтобы не быть обвиненными в пантюркизме - всё это стало питательной почвой для поиска "престижных" на то время предков. В условиях депортации появился запрос на академическое подтверждение автохтонности на Кавказе. 

### История феномена
Автором псевдонаучной концепции тождественности алан с карачаевцами и балкарцами принято считать карачаевского общественного и государственного деятеля У. Дж. Алиева. Впервые он её описал в своей книге "Карачай". 
Как пишет российский археолог В.А. Шнирельман, в 1957 году карачаевский лингвист и историк, директор Карачаево-Черкесского педагогического института X. О. Лайпанов, участвовавший в предвоенных исследованиях в Карачае, выпустил книгу, посвященную истории карачаевцев и балкарцев. Перечислив около десятка различных гипотез, имевшихся в литературе, он отмел те из них, которые либо относили приход вероятных предков на Северный Кавказ к позднему времени, либо наделяли их сомнительным родством с татарами (ногайская и крымско-татарская гипотезы). Особенно яростно Х.О. Лайпанов отрицал турецкие генетические связи; сторонников этой гипотезы Х.О. Лайпанов называл «приверженцами контрреволюционной тюркологии» и упрекал в панисламизме. Открещиваясь от ислама, он отмечал, что вплоть до середины XVIII века карачаевцы и балкарцы были язычниками.

### Схожие явления
Возможно, сталинские репрессии стали причиной массового восприятия фолк-хистори и среди представителей некоторых других тюркских народов бывшего СССР. Например, псевдонаучная концепция скифского, киммерийского и готского происхождения бытует в среде крымскотатарской интеллигенции, булгаризм - у татар и чувашей, сако-массагетская гипотеза, а также концепция первоначальной европеоидности казахов в Казахстане. Все эти явления имеют схожие причины.